# Turismo histórico

O turismo histórico-cultural é tido como um fenômeno social, produto da experiência humana, através do turismo cultural os centros receptores da demanda turística ofertam aos seus visitantes o lazer, entretenimento e, consequentemente, as trocas culturais, durante a sua permanência e convivência temporária, com membros de outros grupos sociais.
“O turista, como qualquer outra pessoa, exerce a ambivalente e concomitante função de agente aculturador e de elemento suscetível de sensibilização por culturas outras que a sua própria. Assim, pelo próprio desejo ou pela necessidade de participar de ambientes e sociedades diferentes dos que lhes são próprios, ele se dispõe a interferir e a integrar-se, em um processo cultural, como elemento ativo e passivo de influência”. (ANDRADE, 1997: 95)
Essa modalidade de turismo tem suas origens nos finais do século XVIII e inícios do século XIX, a partir do desenvolvimento dos meios de transporte, propiciados pela revolução industrial. O grande público desse turismo era a classe burguesa, a nova classe buscou elitizar-se, não só pelo dinheiro, mas também pelo conhecimento. A Europa ainda sobre a influência da “Belle Époque” tinha uma rica cultura em patrimônio cultural, museus, monumentos e obras arquitetônicas. O turismo cultural, estabelecido nestes moldes, seguiu como moda até o início da primeira grande guerra, quando as condições de deslocamento viram-se prejudicadas, pelo envolvimento bélico, tanto de países europeus quanto de asiáticos.
Neste novo contexto turístico, entrou o Brasil como polo receptor de turistas estrangeiros, pelo seu patrimônio formado por belezas naturais ímpares e seu rico patrimônio histórico. Inicialmente, os roteiros culturais premiaram, sobretudo, o Rio de Janeiro, as cidades históricas de Minas Gerais, a Bahia com seu rico patrimônio étnico-histórico, contudo outras regiões ricas em cultura-histórica não são aproveitadas ao máximo no Brasil, a exemplo da região sul que ainda está longe de aproveitar todo o seu potencial, em tudo àquilo que pode ser desfrutado, em termos de mercado. O desconhecimento das comunidades do seu patrimônio histórico e cultural, como valor fundamental para este tipo de atividade turística, é um dos grandes problemas.
Outra questão importante a ser abordada quando se fala em turismo histórico-cultural é o patrimônio cultural, não só está presente no conjunto de monumentos históricos e manifestações artísticas de culturas passadas, como ele vive e está presente em comunidades que preservam e mantém sua identidade étnico-cultural. Paulatinamente, se está conseguindo mudar o conceito pré-concebido de que patrimônio cultural é somente aquilo que é passado, e constituído tão somente pela maioria de bens arquitetônicos, obras de arte, restos pré-históricos, documentos. A ideia que remetia ao passado esquecia que a produção presente constituirá o patrimônio cultural do futuro, e nele estão contidas todas as permanências cotidianas, os fazeres, as festas, as tradições.